# 필리프 뢰슬러
필리프 뢰슬러(독일어: Philipp Rösler, 1973년 2월 24일 ~ )는 독일의 정치인으로, 2011년부터 2013년까지 독일의 부수상직과 연방경제에너지부 장관직을 겸했다. 또한 자유민주당의 당수직을 맡기도 하였다. 자유민주당이 2013년 독일 연방의회 선거에서 독일 연방의회를 떠나게 되자, 뢰슬러는 당수직으로부터 물러났다.

## 생애

### 정치 활동 이전
뢰슬러는 1973년 당시 베트남 공화국(남베트남)의 바쑤옌성(현재의 베트남 속짱성) 카인흥에서 태어났으며, 본명은 응우옌떤딘(베트남어: Nguyễn Tân Đinh, 阮新丁, 완상정)이다. 그의 친부모에 대한 정보는 현재까지도 불명인 상태이다.
그는 사이공 인근의 가톨릭계 보육원을 통해 독일인 부부에게 입양되었고, 태어난지 9개월이 되었을 때 서독으로 가게 되었다. 그가 4세일 때 양부모는 이혼했고, 뢰슬러는 함부르크, 뷔케부르크, 하노버에서 자라며 1992년에는 고등학교를 졸업했다. 독일 연방군에 복무하며 의무병 훈련을 받은 뢰슬러는 하노버 의학대학교에 들어가 의학을 배우게 되었고, 이후 함부르크의 군병원에서 의학 공부를 계속하였다. 2002년에는 의학박사 학위를 취득하였다.

### 정치 활동
뢰슬러는 자유민주당(FDP)의 청소년 단체에 1992년부터 참가하였고, 2000년 정도부터 니더작센주의 지역에서 FDP 소속 정치인으로 활동하기 시작하였다. 2008년에는 니더작센 주의 경제노동교통부 장관으로 임명되었다.
2009년 독일 연방의회 선거 결과에 따라 뢰슬러는 제2차 메르켈 내각에서 독일 연방보건부 장관직을 맡게 되었으며, 이는 최초로 독일 장관직에 아시아계 인물이 선출된 사례가 되었다. 2011년 5월에는 연방경제기술부의 장관으로 임명되었고 FDP의 당수직과 독일 부수상직 역시 맡았다. 2013년 니더작센 주 지방선거에서 FDP가 패배적인 결과를 얻게 되자, 뢰슬러는 당수직에서 물러날 생각이 있다고 밝혔고 2013년 독일 연방의회 선거에서 FDP가 사상 최초로 독일 연방의회의 의석을 하나도 얻지 못하자, 뢰슬러는 당수직으로부터 완전히 은퇴했다. 지도자 역할로부터는 물러났으나, 당에는 계속 남아 활동할 것이라는 발표가 있었다.

### 이후
2014년 1월, 뢰슬러는 스위스에서 세계 경제 포럼의 경영진이 되었다.